# Cantone di Palestina
Il Cantone di Palestina è un cantone dell'Ecuador che si trova nella Provincia del Guayas.
Il capoluogo del cantone è Palestina.